# Альфредо Агілар
Альфредо Агілар (ісп. Alfredo Aguilar, нар. 18 липня 1988, Сан-Естаніслао) — парагвайський футболіст, воротар клубу «Спортіво Лукеньйо».
Виступав за національну збірну Парагваю.

## Клубна кар'єра
У дорослому футболі дебютував 2007 року виступами за команду «Гуарані» (Асунсьйон), в якій провів одинадцять сезонів, взявши участь у 166 матчах чемпіонату. Двічі ставав у її складі чемпіоном Парагваю.
Згодом з 2018 по 2022 рік грав за «Олімпік» (Асунсьйон), з якою ще тричі вигравав національну першість.
2023 року приєднався до бразильського клубу «Сеара», утім невдовзі повернувся на батьківщину, ставши гравцем «Спортіво Лукеньйо».

## Виступи за збірну
2015 року почав викликатися до лав національної збірної Парагваю і був включений до її заявки на тогорічний розіграш Кубка Америки в Чилі.
Утім дебютував в офіційних іграх за національну команду лише 2018 року, ще дві гри у її складі провів наступного року. Відтоді викликався до лав збірної регулярно, проте лише у статусі одного із резервних воротарів. У такому статусі їздив ще на три континентальні першості — 2019 року і 2021 року до Бразилії, а також 2024 року до США.
| Дата       | Місто            | Господарі  | Результат | Гості    | Турнір           | Голи | Примітки |
| ---------- | ---------------- | ---------- | --------- | -------- | ---------------- | ---- | -------- |
| 12-6-2018  | Інсбрук          | Японія     | 4 – 2     | Парагвай | товариський матч | -4   | 12'      |
| 6-6-2019   | Сьюдад-дель-Есте | Парагвай   | 1 – 1     | Гондурас | товариський матч | -1   |          |
| 13-10-2019 | Братислава       | Словаччина | 1 – 1     | Парагвай | товариський матч | -1   |          |
| Усього     |                  | Матчів     | 3         |          | Голів            | -6   |          |

## Титули і досягнення
- Чемпіон Парагваю (5):

«Гуарані» (Асунсьйон): Апертура 2010, Клаусура 2016
«Олімпія» (Асунсьйон): Апертура 2019, Клаусура 2019, Клаусура 2020